# The Alchemist (альбом)
| Оценки критиков | Оценки критиков |
| Источник        | Оценка          |
| --------------- | --------------- |
| Allmusic        | [ 2 ]           |

The Alchemist (с англ. — «Алхимик») — третий и последний студийный альбом британской рок-группы Home, выпущенный в августе 1973 года на лейбле CBS Records. После распада группы в 1974 году Клифф Уильямс присоединился к Bandit с 1975 по 1977 год, а затем заменил Марка Эванса в австралийской хард-рок-группе AC/DC. Гитарист Лори Уайзфилд добился успеха в британской группе Wishbone Ash с 1974 по 1985 год, барабанщик Мик Кук позже недолго был в группе The Groundhogs. На пластинке также играл Джимми Андерсон на клавишных. Хотя альбом был любим критиками, в коммерческом плане он продавался плохо.

## Список композиций
История была придумана Миком Стаббсом и Дэвидом Скилленом.
Все тексты написаны Дэвидом Скилленом, вся музыка написана Миком Стаббсом, Лори Уайзфилдом, Клифф Уильямсом и Миком Куком.
| №                   | Название                                | Перевод                     | Длительность |
| ------------------- | --------------------------------------- | --------------------------- | ------------ |
| 1.                  | «Schooldays»                            | Школьные дни                | 2:57         |
| 2.                  | «The Old Man Dying»                     | Умирающий старик            | 3:46         |
| 3.                  | «Time Passes By» (инструментал)         | Время проходит              | 2:05         |
| 4.                  | «The Old Man Calling (Save the People)» | Старик зовёт (Спасти людей) | 3:14         |
| 5.                  | «The Disaster»                          | Катастрофа                  | 2:36         |
| 6.                  | «The Sun’s Revenge»                     | Месть Солнца                | 4:00         |
| Общая длительность: | Общая длительность:                     | Общая длительность:         | 18:38        |

| №                   | Название                               | Перевод                               | Длительность |
| ------------------- | -------------------------------------- | ------------------------------------- | ------------ |
| 7.                  | «A Secret to Keep»                     | Секрет, который нужно хранить         | 1:18         |
| 8.                  | «The Brass Band Played» (инструментал) | Играл духовой оркестр                 | 1:25         |
| 9.                  | «Rejoicing»                            | Ликование                             | 2:49         |
| 10.                 | «The Disaster Returns (Devastation)»   | Катастрофа возвращается (Опустошение) | 8:01         |
| 11.                 | «The Death of the Alchemist»           | Смерть Алхимика                       | 4:33         |
| 12.                 | «The Alchemist»                        | Алхимик                               | 3:53         |
| Общая длительность: | Общая длительность:                    | Общая длительность:                   | 21:59        |

| №                   | Название                                                        | Перевод             | Длительность |
| ------------------- | --------------------------------------------------------------- | ------------------- | ------------ |
| 13.                 | «Green Eyed Fairy» (Сторона А сингла "Green Eyed Fairy" (1974)) | Зеленоглазая Фея    | 2:44         |
| 14.                 | «Sister Rosalie» (Сторона Б сингла "Green Eyed Fairy" (1974))   | Сестра Розали       | 2:57         |
| 15.                 | «Hayward Town» (Ранее не издавалась)                            | Хейворд-Таун        | 2:55         |
| Общая длительность: | Общая длительность:                                             | Общая длительность: | 8:36         |

## Участники записи
- Мик Стаббс — вокал, ритм-гитара, 12-струнная гитара, клавишные
- Лори Уайзфилд — соло-гитара, акустическая гитара, бэк-вокал
- Клифф Уильямс — бас-гитара, бэк-вокал
- Мик Кук — ударные, перкуссия, бэк-вокал